# Amorōnagu

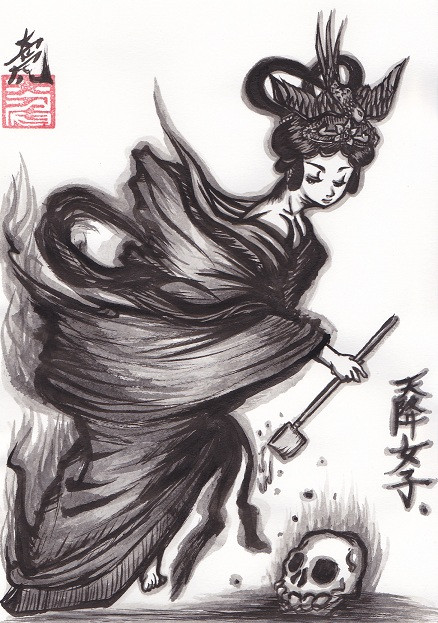

Amorōnagu (en japonais : 天降 女子, « fille qui est tombée du ciel »), est une tennyo (jeune fille céleste) du folklore de l'île d'Amami-Ōshima, dans la préfecture de Kagoshima. Elle se baigne dans les lacs et les cascades.